# Marta Podhradská
Marta Podhradská (28. června 1949 Lehnice – 11. dubna 2023 Lehnice) byla slovenská básnířka, překladatelka a politička.
Vzdělání získávala v Šamoríně a na filozofické fakultě Univerzity Komenského v Bratislavě. Pracovala v Univerzitní knihovně, ve vydavatelství Slovenský spisovateľ. Od roku 1994 byla pracovnicí členského ústředí Matice slovenské, v letech 1994–1998 poté zastávala post ředitelky tiskového odboru slovenského Ministerstva kultury a od roku 1998 byla poslankyní Národní rady Slovenské republiky (za stranu LS-HZDS). ĽS-HZDS opustila v létě 2002.

## Tvorba
Knižně debutovala v roce 1980 sbírkou básní Ďaleko na dosah. Věnuje se zejména psaní poezie, ale také překládá z maďarské a německé literatury. Ve svých dílech prezentuje širokou škálu pocitů od dotyků, milostného citu a mateřství až po smutné obrazy minulosti Slovenska a přímočaré vyjádření občanských postojů, ale v její tvorbě se objevují také erotické a filozofické podtóny.

## Dílo
- 1980 – Ďaleko na dosah, básnická sbírka
- 1984 – Veterná studňa, básnická sbírka
- 1987 – Sonáta časopriestoru (spoluautor László Cselényi)
- 1997 – Divé stromy